# 34240 Charleyhutch
34240 Charleyhutch este o planetă minoră (asteroid), cu un diametru de 4,006 km, din centura de asteroizi. A fost descoperită pe 28 august 2000 la Experimental Test Site⁠(d) de Lincoln Near-Earth Asteroid Research. 
Obiectul prezintă o orbită caracterizată de o semiaxă mare de 2,9661248 UAi, o excentricitate de 0,09, o înclinație de 9,94103 ° în raport cu ecliptica.